# Volodimir Petrovics Szidorenko
Volodimir Petrovics Szidorenko (ukránul: Володимир Петрович Сидоренко, oroszul: Владимир Петрович Сидоренко [Vlagyimir Petrovics Szidorenko]; Enerhodar, Ukrán SZSZK, 1976. szeptember 23. –) Európa-bajnok ukrán ökölvívó.

## Amatőr eredményei
- háromszoros bajnok a katonai világbajnokságon (1995, 1998, 1999) légsúlyban.
- 1998-ban Európa-bajnok légsúlyban.
- 2000-ben Európa-bajnok légsúlyban.
- 2000-ben olimpiai bronzérmes légsúlyban.
- 2001-ben világbajnoki ezüstérmes légsúlyban. A döntőben a francia Jérôme Thomastól kapott ki.

310 amatőr mérkőzéséből 290-et nyert meg.

## Profi karrierje
2001-ben a hamburgi Univerzumnál kezdte profi karrierjét Erdei Zsolt csapattársaként.
2005. február 26-án szerezte meg a WBA harmatsúlyú világbajnoki címét, amit hat alkalommal védett meg, majd 2008. május 31-én a panamai Anselmo Morenóval szemben vesztett el.
- 2005. február 26. – 2008. május 31. WBA-világbajnok

Eddigi 24 mérkőzéséből 21-et nyert meg, egyet vesztett el és 2 végződött döntetlennel.